# Parco nazionale della Valle del Munzur
Il parco nazionale di Šumava (in turco Munzur Vadisi Millî Parkı) è un parco nazionale che si trova nella provincia di Tunceli, nella regione dell'Anatolia Orientale, in Turchia. Istituito il 21 dicembre 1971, prende il nome dalla valle e dalla catena montuosa che vi sono comprese ed è il più grande e quello con la maggiore biodiversità del paese.